# Sonja Sonnenfeld

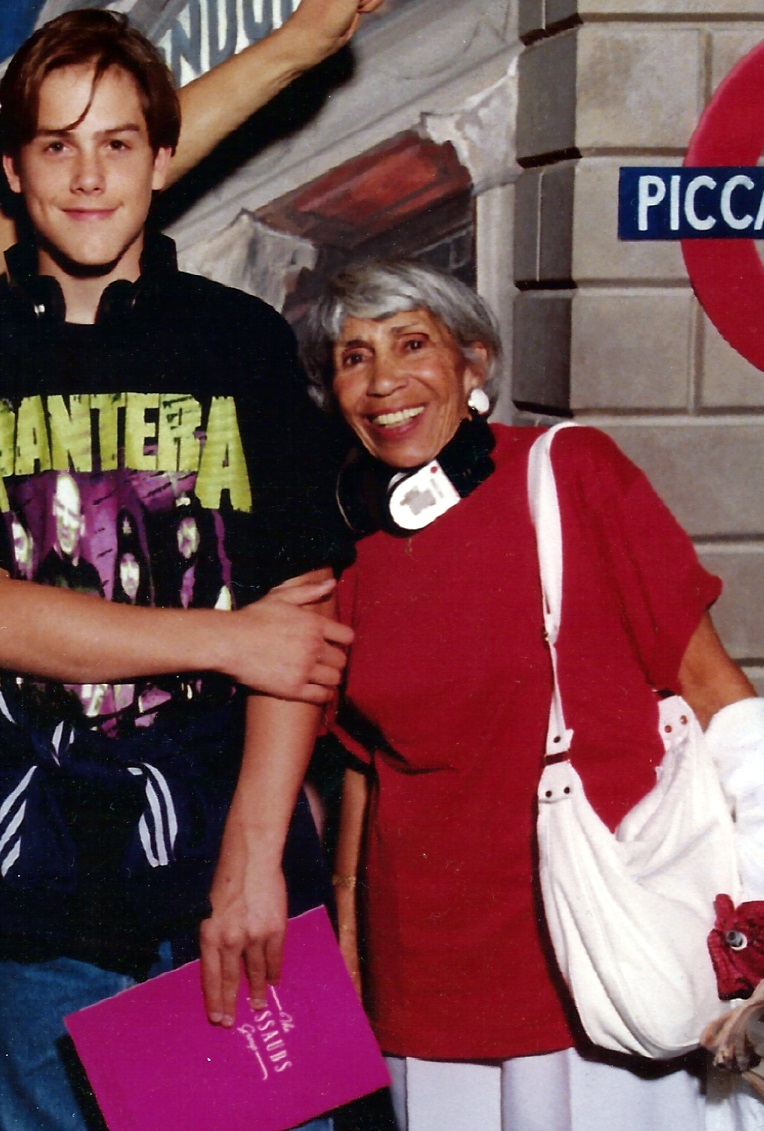
Sonja Sonnenfeld 1994 (med sonsonen Roger Sonnenfeld).

Sonja Sonnenfeld, född 22 september 1912 i Malmö, död 22 juli 2010 i Stockholm, var en svensk skådespelerska och människorättsaktivist.

## Biografi
Sonnenfeld flyttade till Berlin med sin familj 1914. Hon var det fjärde barnet till en svensk far av judiskt ursprung och en tysk mor. Hennes far var arkitekt och fick inget arbete under första världskriget, vilket föranledde svårigheter. Hon började på Fürstin Bismarck-Schule  i Charlottenburg 1918. Vid tolv års ålder deltog hon på en konsert av Josephine Baker och blev sedan vän med henne. I filmen Metropolis hade hon en biroll. Ett porträttfoto på henne dök upp i tidskrifter och på reklamaffischer, och i olika filmer fick hon roller som steppdansare, till exempel som dansaren Bumbawa i "Lockvogel". Eftersom hon vägrade att träffa Sepp Dietrich, befälhavaren för Hitler Leibstandarte, förbjöds hon att uppträda. 1934 spelade hon dock med Hans Albers i rollen som Anitra i filmen Peer Gynt under ett falskt namn.
Förklädd till journalist lyssnade hon å sin fars vägnar på det första talet som Adolf Hitler höll i Berlin Lustgarten efter att han utsetts till kansler. Fadern hade redan insisterat på att Mein Kampf skulle läsas hemma på 1920-talet. Som jude med ett svenskt pass kunde hon skydda sig från förföljelsen av judarna, men hon återvände till Sverige efter Kristallnatten, en händelse som hon upplevde på själv på Berlins gator. I Stockholm arbetade hon för flyktingar. 
1940 gifte hon sig med matematikern Wolfgang Sonnenfeld. Bara hennes mor kom till bröllopet. De andra familjemedlemmarna vägrade delta vid det icke-judiska bröllopet.
1962 inrättade hon ett ”öppet hus” i sin lägenhet i Stockholm. Dessa ägde rum först varje söndag, och därefter första söndagen i månaden, och vem som helst kunde besöka det öppna huset för att vara med andra människor och prata om sina öden. Många kända personer besökte dessa "Öppna hus", inklusive Astrid Lindgren, Simon Wiesenthal och Rosalinde von Ossietzky-Palm. På 43 år har cirka 10 000 personer från 80 nationer träffats på denna unika institution. Sonnenfeld verkade som verkställande direktör för den svenska Raoul Wallenberg-föreningen från 1979. Diplomatens halvsyster närmade sig henne och bad att vara verka för Wallenberg, som hade räddat livet på 100 000 judar i Budapest och som deporterades till Sovjetunionen 1945.
2001 publicerade hon en självbiografi, som hon vid flera tillfällen fram till 2010 läste offentligt, i synnerhet på skolor, för att uppmärksamma förföljelsen av judar i Tredje riket, liksom andra nazistiska kränkningar av mänskliga rättigheterna och Raoul Wallenbergs öde.

## Verk
- Es begann in Berlin – Ein Leben für Gerechtigkeit und Freiheit. Donat Verlag, Bremen 2001, ISBN 978-3-934836-32-7.
- Das 'Offene Haus' – Völkerbund en miniature. Donat-Verlag, Bremen 2005, ISBN 978-3-934836-95-2.